# Крайовий комітет з охорони революції в Україні
Крайовий комітет з охорони революції в Україні — надзвичайний орган революційної демократії. Був утворений після падіння Тимчасового уряду в ніч з 7 на 8 листопада 1917 р. на закритому спільному засіданні Малої ради з представниками революційних організацій України з метою перебрання функцій центральної влади в Україні у зв'язку з Жовтневим переворотом у Петрограді 1917 р.
До складу комітету ввійшли представники Української Центральної Ради, Всеукраїнської ради військових депутатів, Українського генерального військового комітету, українських (Української партії соціалістів-революціонерів, Української соціал-демократичної робітничої партії, Української партії соціалістів-федералістів), російських (більшовики, меншовики, есери) і єврейських партій, Головного залізничного комітету, Київських рад робітничих і солдатських депутатів, рад Харкова, Катеринослава й Одеси:
- Голова — М. Порш;
- Члени: М. Ткаченко, О. Севрюк, М. Ковалевський, А. Ніковський, Ф. Матушевський, Г. Пятаков, М. Шаповал, С. Гольдельман, С. Сараджев, А. Пісоцький, С. Петлюра, М. Шумицький, М. Тележинський, Г. Кас'яненко, І. Крейсберг, В. Затонський, М. Рафес, М. Зільберфарб.

9 листопада у відозві до громадян України комітет повідомив, що зосереджує функції центральної влади в своїх руках і є підзвітним УЦР. Комітет утворив революційний штаб для організації військових сил і пред'явив командуючому КВО М. Квецинському вимогу, щоб усі військові частини підлягали тільки наказам Українського генерального військового комітету, а розпорядження командуючого та штабу округу контролював створений комітетом комісаріат у складі 9 осіб. Комітет вимагав також негайно усунути комісара Тимчасового уряду І. Кирієнка.
Однак комітет не зміг опанувати владу навіть у Києві. Командування Київського військового округу відмовилося його визнати — після падіння Тимчасового уряду воно вважало себе єдиною легітимною владою в місті. Командування КВО відхилило вимогу комітету, а члени його комісаріату, які прибули для ведення переговорів, були заарештовані в штабі. Досягти порозуміння зі штабом було доручено голові Українського генерального військового комітету С. Петлюрі, але командування КВО відмовилось від будь-яких перемов через входження до складу комітету більшовиків. Після засудження Малою радою УЦР більшовицького перевороту в Петрограді зі складу комітету 9 листопада вийшли більшовики. Того ж дня вони провели спільне засідання з представниками рад, профспілок і військових частин, на якому ухвалили резолюцію на підтримку більшовицького повстання в Петрограді й утворили революційний комітет з метою перебрання ним влади в місті. Українські есери на знак протесту проти подальших переговорів зі штабом КВО заявили про свій вихід зі складу крайового комітету по охороні революції в Україні. До них приєдналися і українські есдеки. За таких умов 10 листопада комітет припинив існування і передав свої функції Генеральному секретаріатові Української Центральної Ради.